# مايكل إيفانز بهلينج
مايكل إيفانز بهلينج (بالإنجليزية: Michael Evans Behling)‏، من مواليد 5 مارس 1996 في كولومبوس، أوهايو، هو ممثل أمريكي. اشتهر بدوره كجوردان بيكر في جميع الأمريكيين (2018–الآن).

## حياة
ولد بهلينج في كولومبوس، أوهايو وتبناه مايك وكارول بهلينج، لكنه نشأ في كولومبوس، إنديانا. إنه ثنائي العرق وتبنته عائلة بيضاء. في مارس 2020، ذكر مقطع فيديو على يوتيوب أن والده من أصل نيجيري ووالدته من أصل ألماني وأن اسمه الأخير ألماني. لديه ثلاثة أشقاء، مات وآدم وأندريا.
التحق بهلينج بمدرسة كولومبوس الشمالية الثانوية، حيث لعب كرة القدم لمدة عامين وركض في المضمار. كان في قائمة الشرف وتخرج في عام 2015. واصل بهلينج الجري على المضمار في الكلية، حيث شارك في سباق 400 متر حواجز. توقف عن المنافسة في المضمار بعد كسر قدمه مرتين، الأمر الذي تطلب عمليتين جراحيتين. التحق جامعة ولاية إنديانا لمدة عامين كطالب تمهيدي قبل تركه لمتابعة النمذجة والتمثيل. قبل أن يبدأ حياته المهنية في التمثيل، عمل كمساعد مخرج في مركز دونر للرياضات المائية في كولومبوس، إنديانا.

## الحياة الشخصية
يعيش بهلينج في لوس أنجلوس. يدافع بنشاط عن حقوق الحيوان والتوعية بالصحة العقلية. هو وزميله دانيال عزرا صديقان ويتسكعان في كثير من الأحيان بعد التصوير.

## فيلموغرافيا
- 2017: إمباير
- 2018–الآن: جميع الأمريكيين
- 2019: غريز أناتومي
- 2021: قصة سندريلا: ستارستروك
- 2022: جميع الأمريكيين: العودة للوطن
- 2022: ماني

## روابط خارجية
- مايكل إيفانز بهلينج على موقع IMDb (الإنجليزية)
- مايكل إيفانز بهلينج على موقع روتن توميتوز (الإنجليزية)
- مايكل إيفانز بهلينج على موقع قاعدة بيانات الأفلام العربية
- مايكل إيفانز بهلينج على موقع ألو سيني (الفرنسية)
- مايكل إيفانز بهلينج على موقع قاعدة بيانات الفيلم (الإنجليزية)
- مايكل إيفانز بهلينج على موقع كينوبويسك (الروسية)